# Polyarylate
Polyarylate (PAR) sind thermoplastische Kondensate von rein aromatischen Polyestern und Polyestercarbonaten (PEC). Sie sind transparent, in den mechanischen und elektrischen Eigenschaften und in der chemischen Beständigkeit mit PC (Polycarbonate) vergleichbar. Typen für den Kontakt mit Lebensmitteln stehen zur Verfügung. PAR ist sterilisierbar. Die Glasübergangstemperatur liegt bei 150 °C. PAR sind von Natur aus schwer entflammbar, sehr beständig gegen UV-Strahlung und für den Außeneinsatz auch ohne Stabilisierung geeignet, sie neigen aber ohne UV-Absorber zu Vergilbung.

## Verarbeitung
PAR müssen vor der thermoplastischen Verarbeitung, im Wesentlichen dem Spritzgießen und Extrudieren (Massentemperatur 340 bis 400 °C), bei 120 bis 130 °C bis auf einen Wassergehalt unter 0,02 % getrocknet werden. Die Werkzeugtemperatur kann bis zu 150 °C betragen, die Verarbeitungsschwindung beträgt in Fließrichtung ca. 0,2 %, senkrecht dazu ca. 0,7 bis 0,9 %. Sonstige Ver- und Nachbearbeitungen wie bei PC (Polycarbonate).

## Modifikation
Einarbeitung von Faser- und Füllstoffen, insbesondere Glasfasern und Kaliumtitanatfasern erhöhen die Steifigkeit. Auch Talkum wird als Verstärkungsstoff verwendet. Durch Brandschutzadditive wird das schon gute Brandverhalten (V2 nach UL 94) noch verbessert. 
Mischungen mit anderen Polymeren erbringen Vorteile, besonders hinsichtlich der Verarbeitbarkeit, Beständigkeit gegen Treibstoffe, der Gefahr der Hydrolyse und hinsichtlich einer Verringerung des Preises. Die Verringerung der Kälteschlagzähigkeit wird durch gepfropfte Silikon-Kautschuke kompensiert.

## Einsatzgebiete
PAR werden dort eingesetzt, wo die Wärmeformbeständigkeit der PC (Polycarbonate) nicht ausreicht und PSU (Polysulfon) aus Preisgründen nicht in Frage kommen. Beispiele von Einsatzgebieten sind: Bedienungspaneele für Küchenherde, Teile für Haartrockner und Mikrowellenöfen, Lampengehäuse und -reflektoren, Handwerkzeuge, Elemente für Büro- und sonstige Maschinen. 
Gesinterte Halbzeuge wie Platten, Rohre, Stäbe; transparente Gießfolien für Elektro- und Elektronikindustrie zum Isolieren oder für Mehrschichtverbunde, Flüssigkristall-Bildschirme, Klebebänder, UV-Filter. Aus Sinterhalbzeugen oder spritzgegossenen Halbzeugen: temperaturbeanspruchte Funktionselemente für alle Bereiche der Technik.